# إمارة نظام التيوتون

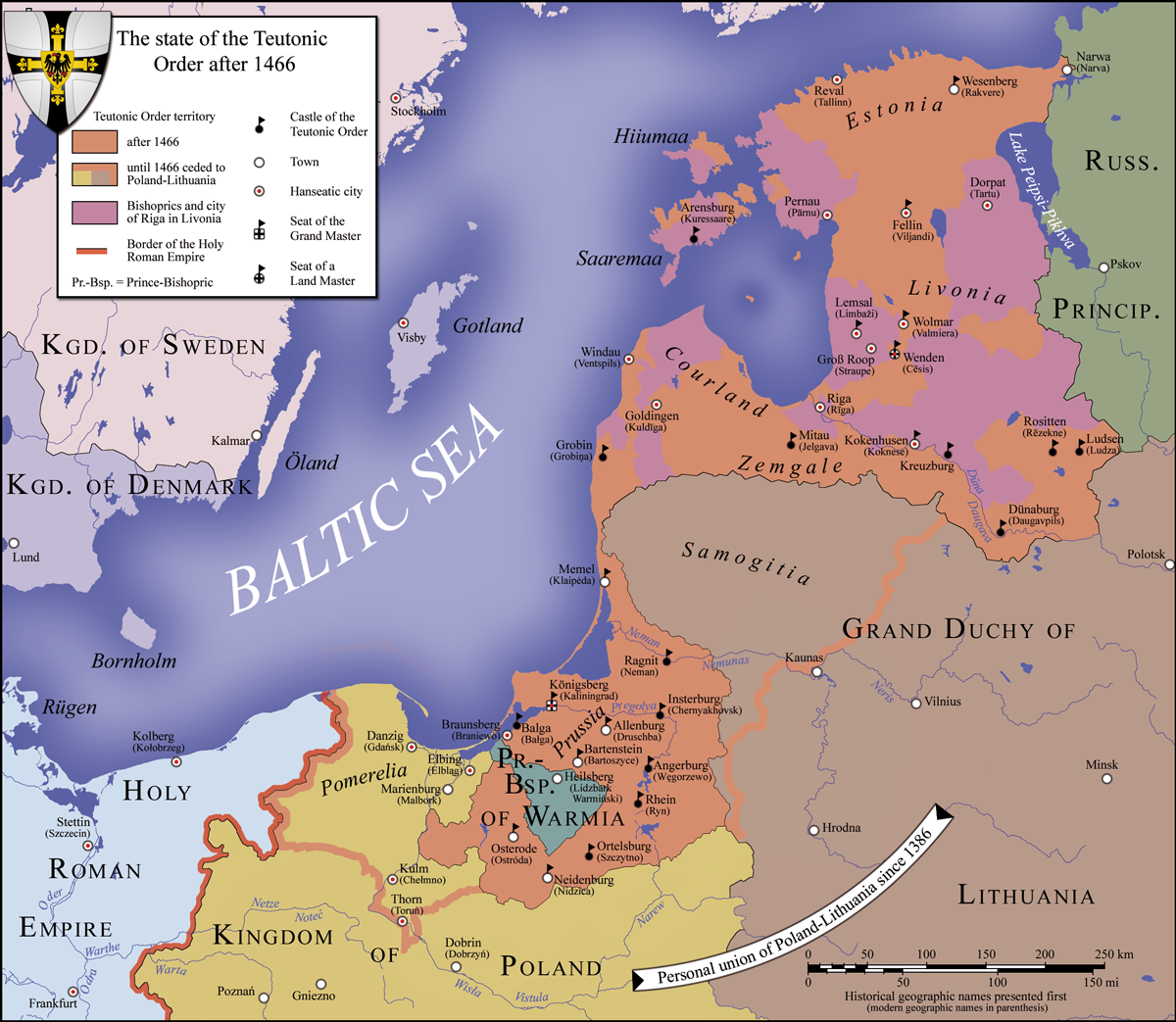
دولة التيوتون عام 1466م.

دولة تنظيم التويتون (بالألمانية: Staat des Deutschen Ordens) (باللاتينية: Civitas Ordinis Theutonici)، وتُدعى أيضًا Deutschordensstaat دويتشأوردنشتات (تُلفظ بالألمانية: [ˈdɔʏtʃ ɔɐdənsˌʃtaːt]) أو أوردنشتات Ordensstaat ([ˈɔɐdənsˌʃtaːt])، هي دولة صليبية أسسها فرسان تنظيم التويتون خلال الحملات الصليبية الشمالية في القرن الثالث عشر على طول ساحل بحر البلطيق. كان مقر الدولة في بروسيا بعدما غزا تنظيم التويتون أراضي الشعب البروسي القديم. توسعت دولة تنظيم التويتون لتشمل –في أوقات متفرقة– كورلاند وغوتلاند وليفونيا ونويمارك وبوميريليا وساموغيتيا. تقع أراضي تنظيم التويتون في دول إستونيا ولاتفيا وليتوانيا وألمانيا وبولندا وروسيا والسويد (غوتلاند) اليوم. احتلت التنظيمات العسكرية الرهبانية معظم الأراضي، وجاء الاستيطان الألماني (التوسع الألماني الشرقي) في وقت لاحق بنسب متفاوتة.

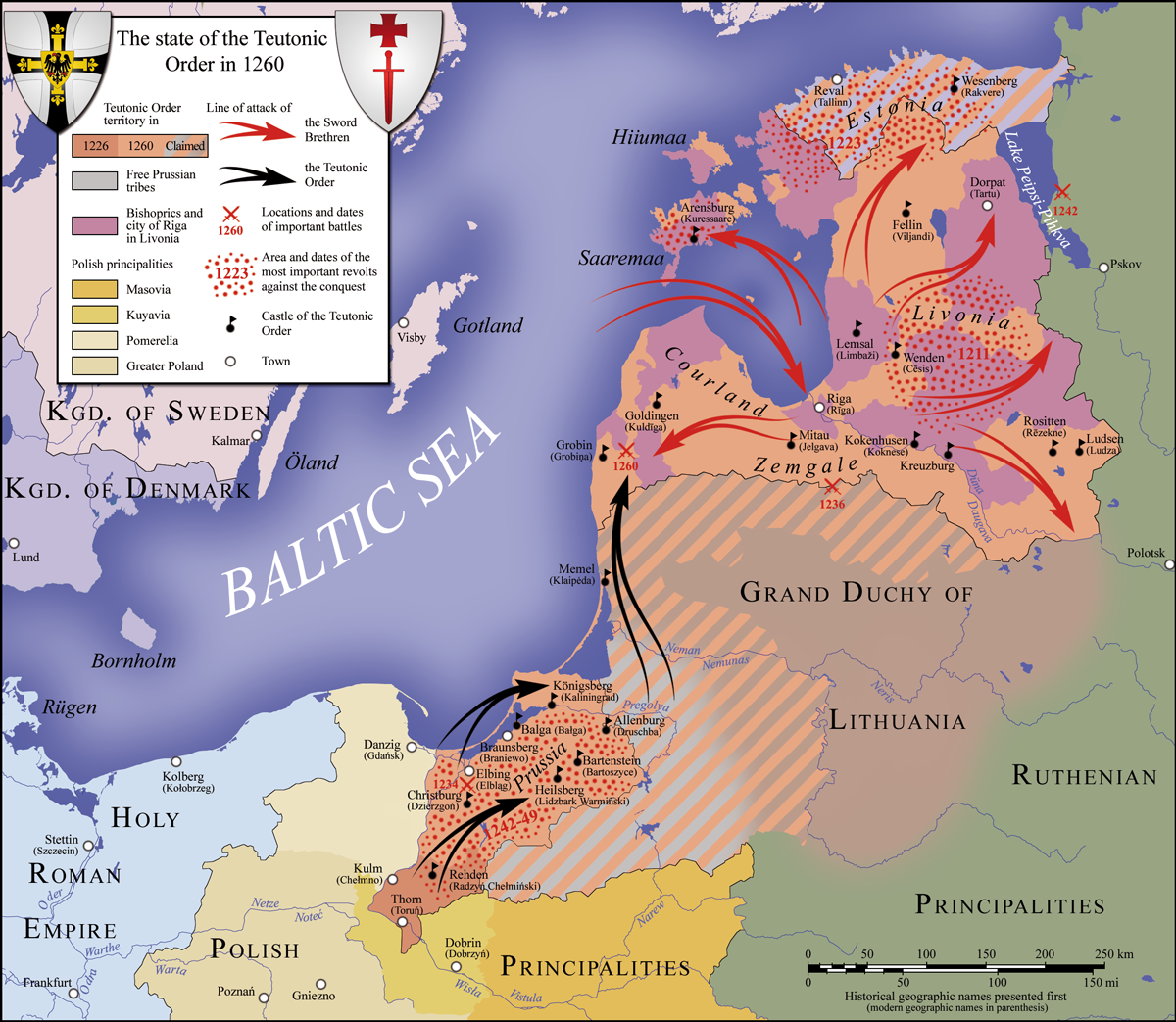
دولة التيوتون عام 1260م.

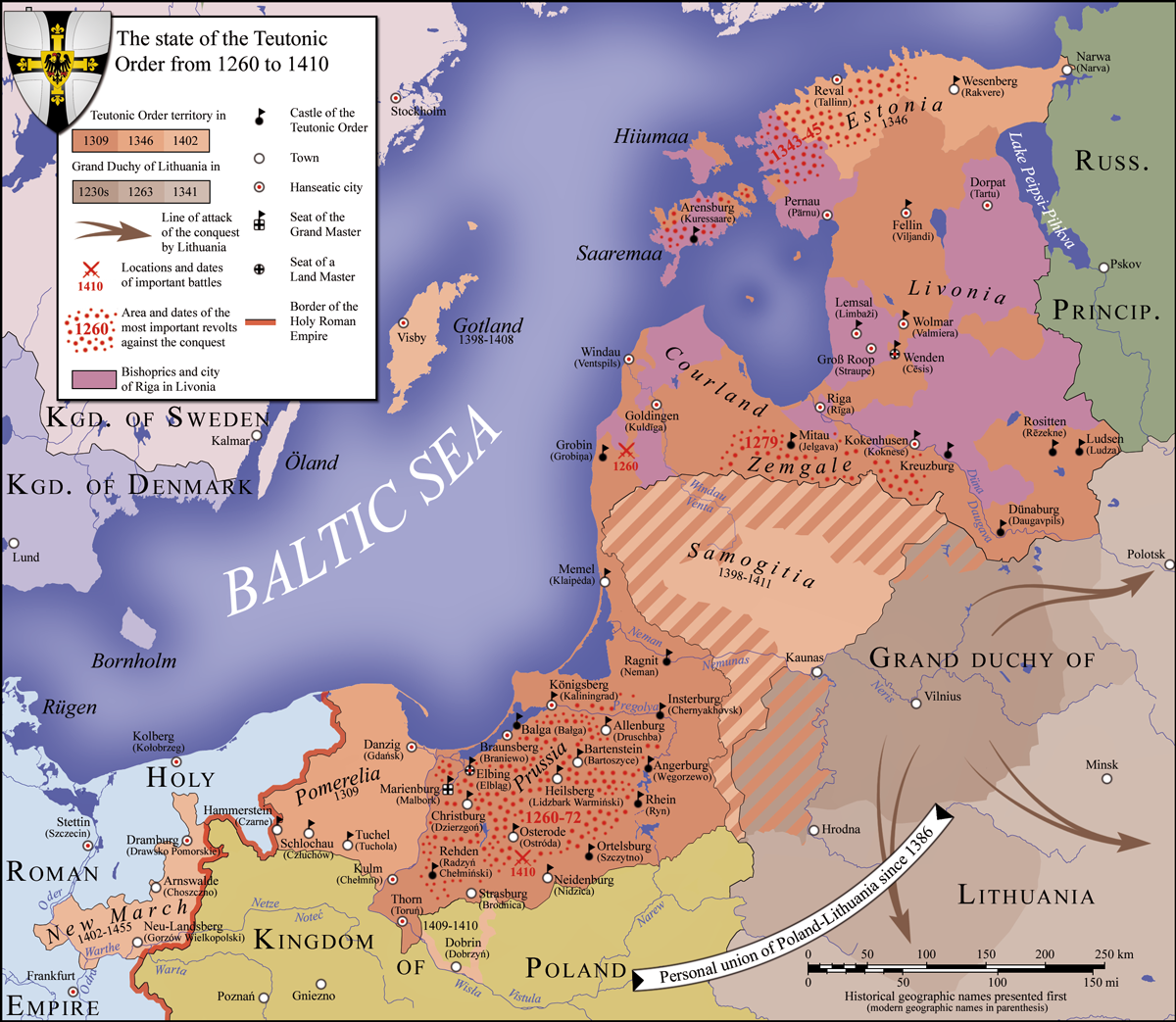
دولة التيوتون عام 1410م

أُدمجت تيرا ماريانا –أرض مريم العذراء، الاسم الرسمي لليفونيا القديمة– التي سيطر عليها أخوة السيف الليفونيين ضمن أراضي التنظيم التويتوني باعتبار السابق فرعًا مستقلًا عام 1237، وأصبح اسمه التنظيم الليفوني. في عام 1346، باع ملك الدنمارك دوقية إستونيا لتنظيم التويتون مقابل 19 ألف مارك. نُقلت السيادة على الدوقية من الدنمارك إلى التنظيم التويتوني رسميًا في الأول من نوفمبر عام 1346.
عقب هزيمة التنظيم التويتوني في معركة غرونفالد عام 1410، اضمحل تأثير التنظيم، والتحق فرعه الليفوني بالاتحاد الليفوني الذي تأسس بين عامي 1422 و1435. قُسمت الأراضي التي امتلكها التويتونيون في بروسيا وبوميرانيا إلى قسمين عقب معاهدة سلام تورون عام 1466. دُمج القسم الغربي بمملكة بولندا تحت اسم بروسيا الملكية، بينما بقي القسم الشرقي خاضعًا للحكم التويتوني، بصفة إقطاعية، واعتٌبر جزءًا مكملًا لمملكة بولندا. عُلْمِنَت الدولة الرهبانية في الشرق عام 1525 خلال فترة الإصلاح البروتستانتي، وسُميت دوقية بروسيا، وبقيت إقطاعيةً بولنديةً يحكمها آل هوهِنتزولرن. بقي الفرع الليفوني جزءًا من الاتحاد الليفوني حتى حُلّ الأخير عام 1561.

## خلفية

### البولنديون في بروسيا القديمة
صمد البروسيون القدماء في وجه الكثير من محاولات الغزو التي سبقت تلك التي أجراها فرسان التويتون. باشر بوليسلاف الأول ملك بولندا سلسلة من الغزوات الفاشلة عندما أرسل القديس أدالبرت عام 997. في عام 1147، هاجم بوليسلاف الرابع بروسيا بمساعدة كييف الروس، لكنه لم يتمكن من احتلالها. تلت تلك الغزوة عدة محاولات، وازدادت حدتها تحت قيادة كونراد الأول دوق ماسوفيا، فوقعت معارك كبيرة وحملات صليبية في الأعوام 1209 و1219 و1220 و1222.
طرد البروسيون الذين استوطنوا غرب البلطيق معظم الحملات العسكرية، ونجحوا أيضًا في تنفيذ هجمات انتقامية ضد كونراد. لكن أراضي البروسيين واليوتفينيين في الغرب تعرضت للاحتلال. تموضعت أرض اليوتفينيين في المنطقة التي تشكل محافظة بودلاسكي في بولندا اليوم. حاول البروسيون طرد القوات البولندية والماسوفية من يوتفينيا وكولميرلاند، والتي تعرض جزءٌ منها في تلك الفترة للاحتلال والتخريب، وهُجر سكانها بشكل شبه كامل.

### المراسيم البابويّة
طالَب كونراد دوق ماسوفيا بحملة صليبية ضد البروسيين القدامى في عام 1208، لكنها لم تنجح. أسس كونراد تنظيم دوبجين بناءً على نصيحة القس الأول في بروسيا، وتألف التنظيم من 15 فارسًا. هُزم التنظيم بعد فترة قصيرة، وردًا على ذلك، دعى كونراد البابا لحملة أخرى بمساعدة فرسان التويتون. نتيجة ذلك، أصدر البابا عدة مراسيم لبدء الحملات الصليبية ضد البروسيين القدامى. استمرت تلك الحملات الصليبية لـ 60 عامًا، وشارك فيها العديد من فرسان أوروبا.
في عام 1211، منح أندراس الثاني ملك المجر أراضٍ لفرسان التويتون في بورتزينلاند. في عام 1225، طرد أندراس الثاني فرسان التويتون من ترانسلفانيا، فاضطروا إلى الانتقال لبحر البلطيق.
في أوائل العام 1224، أعلن الإمبراطور فريدريك الثاني من كاتانيا أنّ ليفونيا وبروسيا وسامبيا وعدة مناطق مجاورة لها أراضٍ خاضعة للإمبراطورية الفورية. أخضع هذا القرار تلك المناطق للكنيسة الكاثوليكية في روما والإمبراطور الروماني المقدّس بشكل مباشر، على عكس الأراضي الخاضعة لسلطة الحكام المحليين.

## العملات المعدنية
تم سك النقود المعدنية من أواخر عام 1250م. كانت تلكم النقود في كثير من الأحيان بسيطة في التصميم، ومختومة بصليب «النظام» على جانب واحد، ولكن ذلك يدعم الفكرة القائلة بأن الحملة الصليبية والاستعمار والبنية التحتية الداعمة له ساروا معاً جنبًا إلى جنب منذ السنوات الأولى للحملة الصليبية البروسية.

## وصلات خارجية
- Ordensland.de : المدن والقلاع والمناظر الطبيعية للفرسان Teutonic (بالألمانية)

- النظام التيوتوني (عند رجال العالم)